# Ариф Агуш
Ариф Сами Агуш е български политик, народен представител от парламентарната група на ДПС в XL и XLI народно събрание.

## Биография
Ариф Агуш е роден на 27 април 1953 година в село Сандрово, България. Той произхожда от род на валии и мюфтии. Ариф Агуш е потомък на известния в Родопите Агушев род. Съществува версия, според която началото на рода Агуш идва от болярски род, приел доброволно исляма.
Ариф Агуш завършва Техническия университет в Русе, специалност технология на машиностроенето. Като млад специалист работи в завод „Мадара“ в Шумен. Впоследствие става преподавател в Техническия университет в Русе. От 1990 година живее в София, бил е председател на съвета на директорите в „Кремиковци“. Ариф Агуш се включва в политиката още през 1990 година, когато става член на новосъздаденото тогава ДПС.

### Парламентарна дейност
От 30 юли 2009 година насам е член на Комисията по икономическата политика, енергетика и туризъм. Член е на група за приятелство между България и страните – Австрия, Албания, Аржентина, Босна и Херцеговина, Бразилия, Гватемала, Германия, Гърция, Дания, Израел, Индия, Индонезия, Иран, Йордания, Казахстан, Канада, Китай, Южна Корея, Куба, Кувейт, Мароко, Норвегия, Русия, Словения, Тайланд, Узбекистан, Украйна, Филипини, Холандия, Хърватия, Чехия, Чили, Швеция (Заместник-председател), Република Южна Африка, Япония.
На 11 декември 2009 г. внася Законопроект за изменение и допълнение на Закона за политическа и гражданска реабилитация на репресирани лица.